# The Police Station Next to the Fire Station
The Police Station Next to the Fire Station (en hangul, 소방서 옆 경찰서; romanización revisada, Sobangseo Yeop Gyeongchalseo), es una serie de televisión surcoreana que fue estrenada en julio de 2022 a través de SBS TV.

## Sinopsis
La historia se centra en las operaciones conjuntas de la policía que atrapa a los delincuentes y los bomberos que extinguen el fuego, quienes responden en conjunto a escenarios feroces entre crimen, desastres y emergencias. Un detective feroz que se dedica a atrapar los criminales, una buena paramédica que se dedica a tratar las heridas y curar el corazón roto de los pacientes y un bombero que se precipita hacia las llamas.
Jin Ho-gae, es un inspector del equipo de detectives, es la definición de un oficial de policía perfecto, de ojos penetrantes, lengua rencorosa y espíritu de lucha. Es imposible negociar con él, y cuando tiene la mente puesta en algo, nada puede detenerlo. Cada vez que inicia nuevas operaciones, su instinto animal se activa. También es excelente para leer la mente de los delincuentes.

## Reparto

### Personajes principales
- Kim Rae-won como Jin Ho-gae, un apasionado detective, quien no deja pasar un caso una vez que lo agarra.[2]
- Son Ho-jun como Bong Do-jin, un bombero quien cuida mejor que nadie a las personas que lo rodean y a las víctimas mientras se sumerge en el fuego sin dudarlo.
- Gong Seung-yeon como Song Seol, una paramédica quien no deja de atender incluso si es una pequeña herida, consuela emocionalmente a las personas.[3]

### Personajes secundarios
- Jung Jin-woo como Choi Ki-soo, un trabajador de rescate en la estación de bomberos de Daewon, quien tiene un corazón más blando.[4]
- Seo Hyun-chul como Baek Cham.[5]
- Lee Do-yeop como Matthew Hwa.[6]
- Lee Jung-hun.
- Ji Woo.
- Jung Sang-hoon.
- Kang Ki-doong.
- Woo Mi-wha como Dok Go-soon.[7]

### Apariciones especiales
- Choi Moo-sung como Seok Mun-go (ep. 9).[8]

## Episodios
La primera temporada de la serie conformada por doce episodios, está programada para su lanzamiento en SBS TV durante la primera mitad de 2022.

## Producción
El 5 de enero de 2022 se informó que la serie tendría un total de dos temporadas con 12 episodios por temporada. La temporada 1 está programada para estrenarse en 2022 y la temporada 2 en 2023.
El 24 de enero de 2022, se confirmó que los actores Kim Rae-won, Son Ho-jun y Gong Seung-yeon aparecerían como los protagonistas.
La dirección está a cargo de Shin Kyung-soo (신경수)y el guion por Min Ji-eun (민지은). El 3 de marzo de 2022, se informó que el PD Lee Him-chan, quien trabajaba como productor de la serie, había fallecido.